# Odznaki jednostek artylerii Wojska Polskiego
Odznaki jednostek artylerii Wojska Polskiego – opis odznak jednostek artylerii Wojska Polskiego.

## Odznaki pułków artylerii lekkiej II RP
| Grafika | Opis odznaki |
| ------- | --- |
|         | 1 Pułk Artylerii Lekkiej Legionów 21 czerwca 1929 minister spraw wojskowych marszałek Polski Józefa Piłsudski zatwierdził wzór i regulamin odznaki 1 pułku artylerii polowej Legionów. Odznaka o wymiarach 32 × 32 mm została wykonana na podobieństwo nowych odznak pułków piechoty 1 Dywizji Piechoty Legionów. Środek zajmuje miniatura odznaki „Za Wierną Służbę” z 1916 r. Od miniatury odbiegają cztery wici-strzały oraz cztery tarcze. Na tarczach, na dwóch skrzyżowanych lufach armatnich, wpisano cyfrę „1”. Jednoczęściowa – oficerska wykonana w srebrze, bez emalii. Autorem projektu odznaki był mjr piech. Bronisław Kencbok, a wykonawcą Adam Nagalski z Warszawy. |
|         | 2 Pułk Artylerii Lekkiej Legionów Odznaka ma kształt krzyża maltańskiego z pionowymi wydłużonymi ramionami. Ramiona krzyża pokryte są białą emalią. Na środek krzyża nałożona miniatura odznaki II Brygady Legionów Polskich. Na ramionach wpisano numer i inicjały 2 PAL LEG. Dwuczęściowa - oficerska, wykonana w alpace, emaliowana, łączona dwoma nitami. Wymiary: 43x35 mm. Wykonanie: Stanisław Lipczyński - Warszawa. |
|         | 3 Pułk Artylerii Lekkiej Legionów Zatwierdzona Dz. Rozk. MS Wojsk. nr 27, poz. 307 z 9 października 1928 roku. Odznaka ma kształt równoramiennego krzyża o ramionach pokrytych ciemnozieloną emalią z obramowaniem czarnym. W środkowym polu w kole z wieńca laurowego wpisano cyfrę pułkową. Na ramionach krzyża wpisano daty upamiętniające istnienie pułku 1918 1928 oraz inicjały P.A.P. LEG. Między ramionami krzyża orły z głowic sztandarów na tle proporczyków czarno-zielonych. Trzyczęściowa – oficerska, wykonana w tombaku srebrzonym, emaliowana. Wymiary: 44x44 mm. Wykonanie: Adam Nagalski – Warszawa. |
|         | 4 Kujawski Pułk Artylerii Lekkiej Odznaka zatwierdzona Dz. Rozk. MSWojsk. nr 17, poz. 174 z 30 czerwca 1926 roku. Ma kształt srebrnej podkowy opartej na dwóch skrzyżowanych złocistych lufach armatnich i otoczonej srebrnym oksydowanym wieńcem laurowym. Wewnątrz podkowy na tle cynobrowej emalii wpisano cyfrę 4. Nad podkową umieszczono złocisty granat z płomieniem. Na skrzyżowaniu luf pocisk, na który na emaliowanej wstędze w kolorze zielono czarnym wpisano daty i inicjały 1918 PAP 1929. Nad lufami, na tle wieńca, skrzyżowana szabla i wycior armatni. Czteroczęściowa - oficerska, wykonana w srebrze, emaliowana, pocisk mocowany na 2 nity. Wymiary: 40x33 mm. Wykonanie: Wiktor Gontarczyk - Warszawa.                                                              |
|         | 5 Lwowski Pułk Artylerii Lekkiej Odznaka zatwierdzona Dz.Rozk. MSWojsk nr 35, poz. 379 z 14 grudnia 1928. Posiada kształt krzyża wzorowanego na francuskim Orderze Legii Honorowej, którego ramiona pokryte są białą emalią. W centrum krzyża herb Lwowa i miniatura Orderu Virtuti Militari, okolony wieńcem laurowym z napisem 5 PAP LWOWSKI. Na ramionach krzyża wpisano daty upamiętniające dziesięciolecie powstania pułku 7 XI 1918 1928. Dwuczęściowa – oficerska, wykonana w srebrze i emaliowana. |
|         | 6 Pułk Artylerii Lekkiej 18 marca 1929 minister spraw wojskowych zatwierdził wzór i regulamin odznaki pamiątkowej 6 pułku artylerii polowej. Odznaka o wymiarach 46x46 mm ma kształt krzyża o ściętych ramionach pokrytych ciemnozieloną i czarną emalią. Na ramionach krzyża wpisano numer i inicjały „6 PAP”. W środku krzyża nałożony na niebiesko emaliowanym tle herb Krakowa, otoczony wieńcem laurowym. Między ramionami krzyża skrzyżowane lufy armatnie. Odznaka dwuczęściowa - wykonana w srebrze lub w tombaku srebrzonym i emaliowana, na rewersie numerowana. Wykonawcą odznak był Józef Trębacz z Krakowa. |
|         | 7 Pułk Artylerii Lekkiej (II RP) 16 lutego 1931 Minister Spraw Wojskowych zatwierdził wzór i regulamin odznaki pamiątkowej 7 pułku artylerii polowej. Odznaka o wymiarach 42 x 36 mm jest kompozycją krzyża barwy srebrzystej i ośmiu emaliowanych proporców pokrytych emalią zielono-czarną. Ramiona krzyża zakończone są kulkami. Krzyż obwiedziony jest wąską wypustką z białej emalii i na ramionach wpisano numer i inicjały „7 PAP”. W centrum orzeł wz. 1927, na srebrnej tarczy w otoku wieńca laurowego na tle skrzyżowanych złocistych luf armatnich. Dwuczęściowa - oficerska wykonana w srebrze, złocona i emaliowana, żołnierska - w tombaku. Wykonawcą odznak był Wiktor Gontarczyk z Warszawy.                                                                              |
|         | 8 Płocki Pułk Artylerii Lekkiej 12 lutego 1929 minister spraw wojskowych marszałek Polski Józef Piłsudski zatwierdził wzór i regulamin odznaki pamiątkowej 8 pułku artylerii lekkiej. Odznaka o średnicy 43 mm ma kształt wielopromiennej gwiazdy orderowej. W centrum koło zębate koloru stali, w które wkomponowano tarczę pokrytą zieloną emalią, na niej w formie stylizowanego monogramu wpisano numer i inicjały pułku „8 PAP”. Nad tarczą i pod nią wpisano datę powstania pułku „11 XI 1918” i rok dziesięciolecia oddziału „1928”. Tarcza u dołu ozdobiona jest skrzyżowanymi lufami i wybuchającym granatem. Odznaka oficerska, trzyczęściowa, wykonana w srebrze i emaliowana. Na rewersie próba srebra i imiennik grawera. Wykonawcą odznaki był Wiktor Gontarczyk z Warszawy. |
|         | 9 Pułk Artylerii Lekkiej 15 stycznia 1929 minister spraw wojskowych marszałek Polski Józef Piłsudski zatwierdził wzór i regulamin odznaki pamiątkowej 9 pułku artylerii polowej. Odznaka o wymiarach 42x42 mm ma kształt krzyża maltańskiego pokrytego białą emalią o ramionach ze złoconymi krawędziami i kulkami. Na ramionach krzyża wpisano numer i inicjały „9 PAP” oraz rok powstania pułku „1919”. W centrum nałożona okrągła tarcza, pokryta ciemnozieloną emalią, z wizerunkiem srebrnego krzyża Orderu Virtuti Militari na tle mosiężnych, skrzyżowanych luf armatnich. Odznaka oficerska, trzyczęściowa, wykonana w srebrze i emaliowana, na rewersie numerowana. Wykonawcą odznaki był Stanisław Lipczyński z Warszawy.                                                        |
|         | 10 Kaniowski Pułk Artylerii Lekkiej 17 września 1927 roku gen. dyw. Daniel Konarzewski, w zastępstwie ministra spraw wojskowych, zatwierdził wzór i regulamin odznaki pamiątkowej 10 pułku artylerii polowej. Odznaka o wymiarach 47x47 mm ma kształt krzyża maltańskiego o ramionach pokrytych ciemnozieloną emalią z obramowaniem czarnym. Między ramionami krzyża dwie skrzyżowane lufy armatnie barwy złocistej. W centrum krzyża nałożona okrągła tarcza ze srebrną miniaturą Krzyża Kaniowskiego na tle czerwonej emalii, okolona napisem na tle białej emalii „10 KANlOWSKI PUŁK ART. POL”. Odznaka oficerska, dwuczęściowa, wykonana w srebrze i emaliowana, łączona dwoma nitami. Autorem projektu odznaki był Rudolf Leroch-Orlot, a wykonawcą Wiktor Gontarczyk z Warszawy.     |
|         | 11 Karpacki Pułk Artylerii Lekkiej 29 października 1930 roku Minister Spraw Wojskowych marszałek Polski Józef Piłsudski zatwierdził wzór i regulamin odznaki pamiątkowej 11 pułku artylerii polowej. Odznaka emaliowana w barwie zielono-czarnej. Wstążka ułożona w kwadraty imitujące linię murów obronnych z zarysem bastionów w narożnikach, otoczona wieńcem laurowym. |
|         | 12 Pułk Artylerii Lekkiej 18 maja 1929 minister spraw wojskowych marszałek Polski Józef Piłsudski zatwierdził wzór i regulamin odznaki pamiątkowej 12 pap. Odznaka o wymiarach 40x40 mm ma kształt krzyża o wciętych półokrągło końcach ramion pokrytych białą emalią z obwódką ciemnozieloną i czarną. W centrum na okrągłej tarczce emaliowanej na biało złota cyfra „12”, w otoku na zielonym tle z czarną obwódką napis „PUŁK KRES. ART. POL.” Od tarczy odchodzą cztery wypustki emaliowane w barwach narodowych: Polski, Francji i Włoch. Ramiona krzyża i wypustki połączone są srebrnym, oksydowanym wieńcem laurowym. Odznaka oficerska, dwuczęściowa, wykonana w srebrze i emaliowana. Na rewersie próba srebra i imiennik grawera „WB” – Władysław Buszek ze Lwowa.             |
|         | 13 Pułk Artylerii Lekkiej Odznaka zatwierdzona Dz. Rozk. MSWojsk. nr 30, poz. 355 z 17 września 1930 roku. Posiada kształt pięcioramiennego krzyża na wzór francuskiego orderu Legii Honorowej, o biało emaliowanych ramionach, zakończonych kulkami, z krawędziami barwy złocistej. W środku krzyża okrągła złocista tarcza ze skrzyżowanymi lufami armatnimi, otoczona napisem z nazwą pułku i rokiem powstania 13 P.KRES. ART.POL. 1918. Dwuczęściowa – oficerska, wykonana w srebrze, złocona i emaliowana, żołnierska w tombaku bez emalii. Na rewersie próba srebra, numer, imiennik AN i nazwisko grawera. |
|         | 14 Wielkopolski Pułk Artylerii Lekkiej Odznaka zatwierdzona Dz. Rozk. MSWojsk. nr 21, poz. 313 z 27 maja 1924 roku. Posiada kształt krzyża maltańskiego z ramionami pokrytymi emalią ciemnozieloną i czarną ze złoconymi krawędziami. W środku, na siedmiobocznej tarczy emaliowanej w kolorze białym numer i inicjały 14 PAP. Między ramionami krzyża lufy armatnie z wizerunkiem orłów na dolnych częściach. Jednoczęściowa - oficerska, wykonana w srebrze, emaliowana i złocona. Wymiary: 36x36 mm. Projekt: Piotr Dunin Borkowski. Wykonanie: Józef Pendowski - Poznań. |
|         | 15 Wielkopolski Pułk Artylerii Lekkiej 28 maja 1926 roku gen. dyw. Daniel Konarzewski, w imieniu Ministra Spraw Wojskowych, zatwierdził wzór i statut odznaki pamiątkowej 15 pułku artylerii polowej. Odznaka o wymiarach 57x38 mm ma kształt rombu pokrytego ciemnozieloną emalią na tle skrzyżowanych luf armatnich barwy srebrzystej. Pośrodku, na ozdobnym kartuszu barwy patynowanego srebra ujętym w gałązki laurowe, wpisano numer i inicjały 15 PAP. Dwuczęściowa – oficerska, wykonana w srebrze lub w tombaku srebrzonym i emaliowana. Wykonanie: Wiktor Gontarczyk – Warszawa. W 1939 roku zmieniono inicjały z PAP na PAL. |
|         | 16 Pomorski Pułk Artylerii Lekkiej Odznaka zatwierdzona Dz. Rozk. MSWojsk. nr 16, poz. 158 z 18 maja 1929 roku. Odznaka o wymiarach 42x42 mm ma kształt krzyża maltańskiego o ramionach pokrytych ciemnozieloną i czarną emalią. Na ramionach krzyża wpisano numer „16” i rok powstania pułku „1919”. Między ramionami krzyża pęki złoconych promieni. Odznaka oficerska, dwuczęściowa, wykonana w srebrze, emaliowana. Wykonawcą odznaki był Wiktor Gontarczyk z Warszawy. |
|         | 17 Pułk Artylerii Lekkiej Odznaka zatwierdzona Dz. Rozk. MSWojsk. nr 11, poz. 104 z 22 kwietnia 1926 roku. Posiada kształt krzyża maltańskiego o ramionach pokrytych emalią w barwach artylerii z czarną obwódką. Na środek krzyża na tle skrzyżowanych luf armatnich nałożone złote koło w formie poprzecznego przekroju lufy armatniej, na którym umieszczono herb Gniezna. Na kole wpisano rok powstania pułku 1919, numer i inicjały 17 P.A.P. oraz poprzednia nazwa 2 P.A.L. WLKP. Trzyczęściowa - wykonana w tombaku srebrzonym, złocona i emaliowana. Wymiary: 45x45 mm. Wykonanie: Kazimierz Gajewski - Warszawa. |
|         | 18 Pułk Artylerii Lekkiej Odznaka zatwierdzona Dz. Rozk. MSWojsk. nr 9, poz. 80 z 18 marca 1929 roku. posiada kształt tarczy o zgrubionej krawędzi z zaznaczonymi nitami. Na środku tarczy znajduje się proporczyk w barwie zielono-czarnej umieszczony na tle skrzyżowanych luf armatnich. Na tarczy wpisano numer i inicjały 18 PAP oraz rok powstania pułku 1919. Jednoczęściowa - oficerska, wykonana w srebrze lub białym metalu. Wymiary: 45x30 mm. Wykonanie: Wiktor Gontarczyk - Warszawa. |
|         | 19 Pułk Artylerii Lekkiej Odznaka zatwierdzona Dz. Rozk. MSWojsk. nr 35, poz. 406 z 29 października 1930 roku. Posiada kształt srebrnego orła wz. 1927 z nałożonym na piersi wizerunkiem srebrnego krzyża Orderu Virtuti Militari na tle złoconych skrzyżowanych luf armatnich. Na częściach dennych luf wyobrażone pociski artyleryjskie emaliowane na zielono, na których wpisano numer i inicjały pułku 19 PAP oraz data utworzenia w Rosji l dywizjonu 15 X 18. Dwuczęściowa - oficerska, wykonana w srebrze, emaliowana. Wymiary: 35x32 mm. |
|         | 20 Pułk Artylerii Lekkiej 12 grudnia 1929 roku Minister Spraw Wojskowych, marszałek Polski Józef Piłsudski zatwierdził wzór i regulamin odznaki pamiątkowej 20 pułku artylerii polowej. Odznaka o wymiarach 39x39 mm ma kształt prostego równoramiennego krzyża, którego ramiona emaliowane są w kolorze białym ze złoconymi krawędziami. Na środek krzyża nałożona okrągła tarcza, zielono emaliowana, na której skrzyżowane lufy armatnie i gorejący granat oraz wpisany numer i inicjały „20 P.A.P.” oraz rok powstania pułku „1920”. Tarcza obwiedziona jest czarną emaliowaną obwódką. Odznaka oficerska, dwuczęściowa, wykonana w tombaku, złocona i emaliowana. Wykonawcą odznaki był Jan Knedler z Warszawy. W 1931 roku zmieniono inicjały na „20 PAL”.                           |
|         | 21 Pułk Artylerii Lekkiej Odznaka zatwierdzona Dz. Rozk. MSWojsk. nr 8, poz. 76 z 11 marca 1930 roku. Stanowi ją krzyż maltański o ramionach pokrytych ciemnozieloną emalią z czarną obwódką, srebrną krawędzią i zakończonymi kulkami. Na środek krzyża nałożona srebrzysta swastyka prawoskrętna z cyfrą pułkową 21, na skrzyżowanych złoconych lufach armatnich. Dwuczęściowa - oficerska wykonana w srebrze i emaliowana. Wymiary: 42x42 mm. Wykonanie: Wiktor Gontarczyk - Warszawa. |
|         | 23 Pułk Artylerii Lekkiej Odznakę pamiątkową pułku ustanowiono na zebraniu ogólnym oficerów 23 lutego jako widomy symbol moralnej łączności z pułkiem oficerów i szeregowych służby czynnej, rezerwy i w stanie spoczynku oraz osób cywilnych i wojskowych złączonych z pułkiem lub Wojskiem Polskim pracą i zasługą. Została ona zatwierdzona wraz z regulaminem w Dzienniku Rozkazów MSWojsk. nr 16, poz. 191 z 30 maja 1930. Odznaka ma kształt krzyża o ostro ściętych końcach ramion, pokrytych ciemnozieloną emalią w obramowaniu lister emaliowanych na czarno. Na ramionach krzyża wpisano inicjały 23 PAP oraz symbole górnicze: koło zębate i młoty. |
|         | 24 Pułk Artylerii Lekkiej Odznaka ustanowiona i zatwierdzona została w kwietniu 1929 roku. Dwuczęściową odznakę stanowił pokryty zieloną emalią krzyż maltański, z czarną obwódką, srebrnym numerem i inicjałami pułku: na górnym ramieniu: 24, na dolnym ramieniu: PAP. Na środku krzyża nałożony był srebrny, oksydowany orzeł według godła państwowego z 1927 roku. Po 1931 roku zmieniono inicjały na PAL. |
|         | 25 Pułk Artylerii Lekkiej Odznaka ma kształt krzyża maltańskiego o ramionach pokrytych zieloną emalią, o złoconych krawędziach z czarnym obramowaniem. Na środek krzyża nałożona okrągła tarcza ze srebrnym oksydowanym orłem wz. 1927 na czerwonym tle. Wokół tarczy na białym tle wpisano numer i nazwę pułku 25 PUŁK ARTYLERII POLOWEJ. Dwuczęściowa, wykonana w tombaku srebrzonym, emaliowana. Wymiary: 46x45 mm. Wykonanie: Adam Nagalski - Warszawa. W 1932 roku zmieniono napis na 25 Pułk Artylerii Lekkiej |
|         | 26 Pułk Artylerii Lekkiej 20 IV 1926 minister spraw wojskowych generał broni Lucjan Żeligowski zatwierdził odznakę pamiątkową 26 pułku artylerii polowej. Odznakę o wymiarach 52x30 mm stanowił srebrzysty orzeł typu piastowskiego ze złotą koroną, szponami i dziobem trzymający w szponach proporczyk pokryty czarno-zieloną emalią na tle skrzyżowanych złoconych luf armatnich. Na proporczyku wpisano numer i inicjały „26 P.A.P.” Odznaka oficerska jednoczęściowa, wykonana w tombaku srebrzonym, emaliowana, bita z kontrą. Wykonawcą odznaki był Józef Michrowski z Warszawy. W 1931 zamieniono inicjały PAP na PAL. |
|         | 27 Pułk Artylerii Lekkiej Odznaka ma kształt krzyża maltańskiego wpisanego w koło wypełnione zieloną emalią. Pośrodku krzyża umieszczono napis 27 pal. Pomiędzy ramionami krzyża skrzyżowane lufy armatnie. Całość wpisana w koło symbolizujące poprzeczny przekrój lufy armatniej, z wnętrzem wypełnionym zieloną emalią. Odznaki dla szeregowych wykonane były w całości z białego metalu. |
|         | 28 Pułk Artylerii Lekkiej 27 lipca 1933 roku generał dywizji Kazimierz Fabrycy w zastępstwie Ministra Spraw Wojskowych zatwierdził wzór i regulamin odznaki pamiątkowej 28 pułku artylerii lekkiej. Odznaka o wymiarach 46×34mm ma kształt romboidalnej tarczy pokrytej zieloną emalią z czarnym obrzeżem. Tarcza obwiedziona jest srebrzystym wieńcem laurowym. Na tarczy wpisano numer i inicjały „28 PAL”. Jednoczęściowa - oficerska wykonana w srebrze i emaliowana. Na rewersie próba srebra i imiennik grawera. Wykonawcą odznaki był Wiktor Gontarczyk z Warszawy. |
|         | 29 Pułk Artylerii Lekkiej Odznaka zatwierdzona Dz. Rozk. MSWojsk. nr 25, poz. 258 z 25 lipca 1925 roku. Stanowi ją krzyż typu maltańskiego o ramionach pokrytych białą emalią ze srebrnymi krawędziami. Na środek krzyża nałożona emaliowana trójpolowa tarcza z herbami Polski, Litwy i Rusi. Na ramionach krzyża wpisano numer i inicjały 29 P.A.P. i datę powstania pułku 7.VIII.1920. Między ramionami krzyża skrzyżowane złocone lufy armatnie. Pięcioczęściowa - oficerska, wykonana w srebrze, emaliowana. Wymiary: 40x40 mm. Wykonanie: Józef Michrowski - Warszawa. |
|         | 30 Pułk Artylerii Lekkiej Odznaka zatwierdzona Dz. Rozk. MSWojsk. nr 21, poz. 254 z 18 lipca 1931 roku. Stanowi ja krzyż typu maltańskiego o ramionach pokrytych białą emalią ze złotymi krawędziami. Na środek krzyża nałożona miniatura odznaki 5 Dywizji Syberyjskiej. Na ramionach krzyża wpisano numer i inicjały 30 PAP oraz rok powstania pułku 1918. Między ramionami krzyża dwie skrzyżowane lufy armatnie barwy złocistej. Dwuczęściowa - oficerska wykonana w srebrze i emaliowana. Wymiary: 44x43 mm. Wykonanie: Stanisław Lipczyński - Warszawa. |
|         | 31 Pułk Artylerii Lekkiej 8 sierpnia 1933 gen. dyw. Kazimierz Fabrycy, w zastępstwie ministra spraw wojskowych, rozkazem G.M. 3013.I zatwierdził wzór i regulamin odznaki pamiątkowej 31 pal. Stanowi ją orzeł państwowy wz. 1927 z proporcem emaliowanym w kolorze zielono czarnym. Na proporcu skrzyżowane dwie lufy armatnie oraz numer 31. Głowa orła umieszczona została na tle płomieni, a jego sylwetkę otacza wieniec laurowy. Odznaka oficerska wykonana jest w srebrze i emaliowana, a elementy łączone sześcioma nitami. Wytwarzano też wersje z posrebrzanego tombaku i wersje bez emalii. Wymiary: 44x35 mm; Wykonanie: R. Dałkowski z Torunia. |

## Odznaki pułków artylerii ciężkiej II RP
| Grafika | Opis odznaki |
| ------- | --- |
|         | 1 Pułk Artylerii Ciężkiej Regulamin i wzór odznaki pamiątkowej 1 pac zatwierdzony został Dz. Rozk. MWojsk. Nr 35 z 14 grudnia 1928 poz. 379. Odznaka o wymiarach 40x36 mm ma kształt stylizowanej tarczy w formie sześciokąta, z zarysowanymi od środka promieniami, na której wpisano cyfry „8” i „18”. Na tarczy znajdują się dwie skrzyżowane lufy stanowiące tło dla emaliowanej w kolorze ciemnozielonym z obwódką szkarłatną tarczki, na której wpisano numer i inicjały „1 PAC”. Nad tarczą orzeł wz. 1927. Dwuczęściowa - oficerska, wykonana w srebrze, oksydowana, na rewersie numerowana. Wykonawcą odznaki był Wiktor Gontarczyk z Warszawy. |
|         | 2 Pułk Artylerii Ciężkiej 14 grudnia 1937 minister spraw wojskowych generał dywizji Tadeusz Kasprzycki zatwierdził wzór i regulamin odznaki pamiątkowej 2 pułku artylerii ciężkiej. Odznaka o wymiarach 42x32 mm stanowi wieniec laurowy, srebrno oksydowany, na którym umieszczono herby Poznania, Krakowa oraz miniaturę odznaki Armii Polskiej we Francji. W środku wieńca emaliowany herb Chełma, wsparty na złocistym płomieniu gorejącej bomby. Jednoczęściowa - oficerska wykonana w srebrze, emaliowana. Na rewersie próba srebra i imiennik grawera. Wykonawcą odznaki był Wiktor Gontarczyk z Warszawy. |
|         | 4 Pułk Artylerii Ciężkiej 2 października 1928 kierownik Ministerstwa Spraw Wojskowych gen. dyw. Daniel Konarzewski zatwierdził wzór i regulamin odznaki pamiątkowej 4 pac. Odznaka o wymiarach 43x43 mm ma kształt krzyża pokrytego ciemnozieloną i szkarłatną emalią, którego ramiona zakończone są kulkami. Środek odznaki wypełnia nałożona tarcza ze srebrnym orłem wz. 1927. Pola między ramionami wypełniają złocone pociski artyleryjskie z nazwami dywizjonów „7 DAC” i „10 DAC” oraz daty powstania dywizjonów „22 III 19” i „15 III 19”. Na ramionach krzyża wpisano numer i inicjały „4 PAC” i datę powstania pułku „22 VIII 1921”. Pociski otoczone są srebrnymi płomieniami. Dwuczęściowa - oficerska wykonana w tombaku, srebrzona i emaliowana. Wykonawcą był Bronisław Grabski z Łodzi. |
|         | 10 Pułk Artylerii Ciężkiej 30 maja 1930 minister spraw wojskowych rozkazem G.M. 7062 I zatwierdził wzór i regulamin odznaki pamiątkowej 10 pułku artylerii ciężkiej. Odznaka o wymiarach 40x40 mm ma kształt srebrnego krzyża maltańskiego, którego ramiona pokryte są białą emalią ze złoconymi krawędziami. W środku krzyża, na okrągłej tarczy, numer i inicjały pułku „10 PAC”. Ramiona krzyża połączone są złoconą blaszką. Odznaka jednoczęściowa - oficerska wykonana w srebrze, emaliowana. Na rewersie próby srebra, imiennik AN i nazwisko grawera. |
|         | 1 Pułk Artylerii Najcięższej Odznaka zatwierdzona została Dziennikiem Rozkazów Ministerstwa Spraw Wojskowych z 14 października 1932 nr 19, poz. 243. Stanowi ją krzyż maltański, którego ramiona pokryte są białą emalią. Na środek nałożony wizerunek gorejącej bomby otoczonej wieńcem laurowym na tle skrzyżowanych luf armatnich. Na ramionach krzyża napis: 1 PAN. Odznaka oficerska i podoficerska wykonana w srebrze i emaliowana. Wersja żołnierska – jednoczęściowa, wykonana z alpaki, bez emalii. Wymiary – 39x38 mm; wykonanie – Wiktor Gontarczyk z Warszawy. |

## Odznaki pułków artylerii PSZ
| Grafika | Opis odznaki |
| ------- | --- |
|         | 1 Pułk Artylerii Motorowej (PSZ) Głównym elementem odznaki jest krzyż (swastyka) o formie przyjętej dla jednostek górskich sprzed 1939 roku (stylizowany starosłowiański znak solarny), połączony z krzyżującymi się lufami. Na centralną część nałożone jest koło zębate, podzielone na cztery równe części, pokryte na przemian barwami pułku: czarną i szmaragdową. Na poszczególnych częściach centralnego koła inicjały jednostki 1 PAM. Odznaka oficerska pozłacana, ramiona swastyki pokryte białą emalią. |
|         | 2 Pułk Artylerii Motorowej Odznaka posiada formę stylizowanego orła trzymającego w szponach proporzec w barwach pułkowych (czarno - szmaragdowy), na którym umieszczona jest oznaka rozpoznawcza 1 Dywizji Pancernej. Nad proporcem na piersi orła cyfra 2. Wykonana w białym metalu, metodą głębokiego tłoczenia; wym. 62 x 32 mm. Mocowana do górnej, lewej kieszeni munduru nakrętką tłoczoną w blasze. Brak znaku firmowego. Zatwierdzona rozkazem NW Nr 4 z 15 czerwca 1945, poz. 43, L. dz. 806/w. Og./ 45. |
|         | 1 Pułk Artylerii Przeciwpancernej Odznaka ma kształt elipsy. Dominującym elementem jest motyw św. Jerzego zabijającego lancą smoka. Na obramowaniu odznaki napis 4. XI 1937 oraz dewiza Bóg Honor i Ojczyzna. Odznaka wykonana techniką ażuru w srebrze; wym. 48 x 38 mm. Noszona na lewej górnej kieszeni munduru. Odznakę wykonano w firmie Spink and Son - London Zatwierdzona rozkazem NW Nr 4 z 10 października 1943, poz. 41,L.dz.116/NW/43. |
|         | 1 Pułk Artylerii Ciężkiej (PSZ) Naczelny Wódz rozkazem L.dz. 29/G.M./43 zatwierdził odznakę pamiątkową 1 pac wraz ze statutem (Dziennik Rozkazów MON nr 1, poz. 4 z 10 lutego 1943. Odznaka jednoczęściowa o wymiarach 48x48 mm posiada kształt krzyża równoramiennego utworzonego z luf armatnich, na których wpisano numer i inicjały „1 PAC”. Środkową część stanowi wylot lufy, w którym widnieje rok „1941”. Ramiona krzyża połączone są na przemian orłem na wieńcu z liści dębowych i lwem na wieńcu z liści ostu. Numerowana na rewersie odznaka wykonana jest z tombaku srebrzonego, oksydowana i mocowana dwoma firmowymi nakrętkami. Noszono ją na zielonej sukiennej podkładce. Odznakę zaprojektował Czesław Podleski, a wykonywali ją: F.M. Lorioli Fratelli, Milano - Roma oraz John Dunbar - Alloa. |
|         | 12 Pułk Artylerii Ciężkiej (PSZ) Odznaka zatwierdzona zarządzeniem szefa Sztabu Głównego z 18 lutego 1947 roku. Posiada kształt równoramiennego krzyża, którego ramiona łączy wieniec z liści dębu. W centrum stylizowany orzeł wsparty na wylocie lufy armatniej z numerem 12. Na poziomych ramionach krzyża data 7 IV 1945. Wymiary 40x40; wykonanie F.M. Lorioli Fratelli. |
|         | 2 Grupa Artylerii (PSZ) Zatwierdzona Dz. Rozk. Dowódcy 2 Korpusu nr 103, poz. 601 z 17 września 1946 roku odznaka ma kształt krzyża Monte Cassino. Na krzyż nałożony jest wieniec laurowy w kształcie koła. W centrum umieszczona syrenka oraz skierowany do dołu pocisk artyleryjski, który łączy się z oznaką 8 Armii Brytyjskiej. Pozostałą przestrzeń koła wypełniają promienie z wachlarzowato ustawionych tarczy, imitujące wybuch pocisku. Dwuczęściowa - wykonana w białym metalu, emblemat z wieńcem wykonany z kontrą, łączony z krzyżem na dwa nity tulejkowe. Wymiary: 45x45 mm. Projektowali Józef Czwodroń i Antoni Tass. Wykonanie: F.M. Lorioli Fratelli - Milano - Roma. |

## Odznaki pułków artylerii III RP
| Grafika | Opis odznaki |
| ------- | --- |
|         | 1 Pułk Artylerii Mieszanej Środek wypełnia miniatura odznaki 1 Brygady Legionów Polskich, "Za wierną służbę" z 1916 roku jako podkreślenie ideowego związku z tą brygadą. Od miniatury odbiegają cztery wici - strzały inspirowane starymi znakami z pieczęci Zbrosława, kanonika wrocławskiego z 1276 roku oraz cztery tarcze - topory wypełnione zieloną emalią. Na nich widnieje cyfra pułkowa i jego inicjały 1PAM. Cyfra pułkowa i litery inicjału oparte są o skrzyżowane lufy armatnie. |
|         | 2 Pułk Artylerii Mieszanej Odznaka w kształcie krzyża maltańskiego z pionowymi ramionami wydłużonymi o złotych krawędziach i ramionach pokrytych białą emalią. Na górnym ramieniu krzyża złota cyfra 2, na poziomych inicjały pułku PA LEG, a na dolnym inicjał patrona pułku W IV. W centrum krzyża nałożony oksydowany orzeł wojsk lądowych. Odznakę o wymiarach 42x35 mm, wzorowaną na odznace 2 Pułku Artylerii Lekkiej Legionów z 1929, zaprojektował Wojciech Siemiątkowski i Zbigniew Surowiecki, a wykonano w pracowni grawerskiej Jana Panasiuka w Warszawie. Pierwsze odznaki wręczono 12 czerwca 1993 roku.                                                                                                   |
|         | 4 Pułk Artylerii Mieszanej Odznaka wykonana w kształcie okrągłej tarczy otoczonej srebrnym wieńcem laurowym. Na dole wieńca skrzyżowane lufy armatnie, na które nałożono zielono-czarną szarfę spiętą w kokardę z literami PA i datami, 1918 i 1943. Na błękitnym tle tarczy widnieje cyfra pułkowa 4 i biała sylwetka kołobrzeskiego pomnika zaślubin Polski z morzem. Odznaka o wymiarach 40x36 mm, swym kształtem nawiązuje do odznaki pamiątkowej 4 Kujawskiego Pułku Artylerii Lekkiej z 1926. Zaprojektował ją Grzegorz Ciechanowski, a wykonano w pracowni grawerskiej Andrzeja Panasiuka w Warszawie. Pierwsze odznaki wręczono 15 sierpnia 1991. Każda odznaka posiada swój unikatowy numer wybity na rewersie. |